# Kesselköpfe
De Kesselköpfe is een berg in de deelstaat Beieren, Duitsland. De berg heeft een hoogte van 1594 meter.
De Kesselköpfe is onderdeel van het Estergebergte, dat weer deel uitmaakt van de Bayerische Voralpen.